# Eduard Hlawaczek

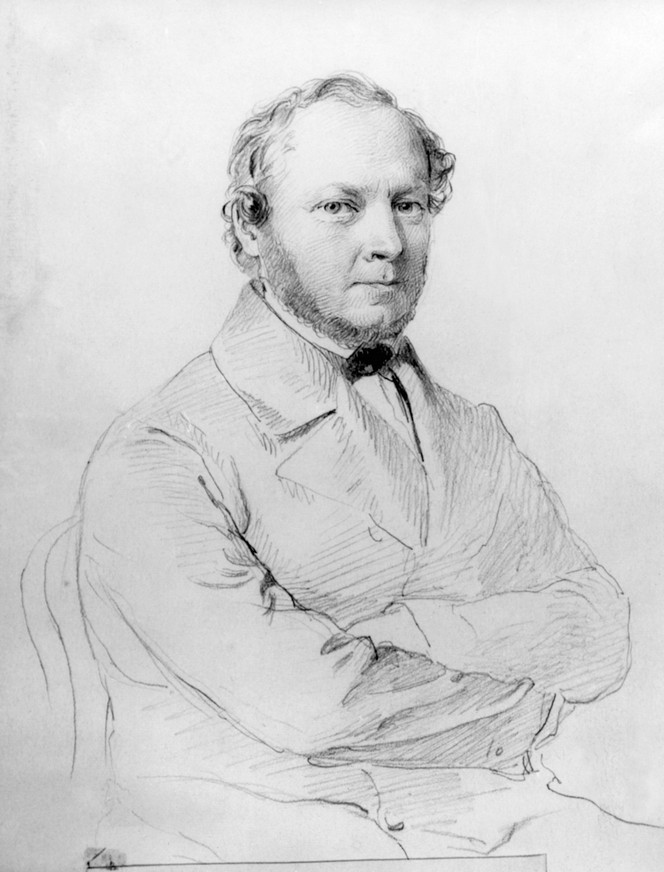
Eduard Hlawaczek

Eduard Joseph Hlawaczek (* 25. September 1808 in Karlsbad; † 30. Dezember 1879 ebenda) war ein böhmischer Mediziner und Autor.

## Leben
Er wurde als Sohn des Karlsbader Tischlermeisters und Forte-Piano-Machers Caspar Hlawaczek und der Tochter Katharina des Zinngießermeisters Franz Hofmann geboren. Nach dem Schulbesuch im böhmischen Karlsbad besuchte er in Prag einen philosophischen Kurs zur Vorbereitung auf das anschließende Medizinstudium an den Universitäten in Wien, Prag und Padua. 1834 wurde er zum Dr. med. promoviert. Anschließend ließ er sich als Brunnenarzt in seiner Geburtsstadt Karlsbad nieder, wo er bis zu seinem Tod im Alter von 71 Jahren wirkte. Er bekannte sich als Gegner der überkommenen Humoralpathologie.
Zu seinem Bekanntenkreis gehörte u. a. Heinrich Heine, den er 1839/1840 in Paris kennengelernt hatte.
Eduard Hlawaczek legte mehrere Publikationen über Karlsbad vor, die mehrfach neuaufgelegt wurden.

## Schriften (Auswahl)
- Die Wasserheilkunde oder pharmakologisch-therapeutische Darstellung des gemeinen kalten und erwärmten Wassers und der sämtlichen Mineralwässer, Wien 1835.
- Geschichte von Karlsbad in medicinischer, topographischer und geselliger Beziehung, Prag 1839.
- Karlsbad, 2. Auflage, Prag 1842.
- Karlsbad, 3., stark vermehrte und verbesserte Auflage, Karlsbad 1847.
- Karlsbad, seine Mineral-Quellen, Umgebungen und geselligen Verhältnisse, Magdeburg 1854.
- Abriß einer medicinischen Geschichte von Karlsbad, Karlsbad 1863.
- Karlsbad in geschichtlicher, medicinischer und topographischer Beziehung, 11. Auflage, Karlsbad 1874.
- Der Wegweiser zu den Heilquellen von Carlsbad und dessen Spazier- und Fahrpartien, 2. Auflage, Karlsbad 1874.

## Ehrungen
Eduard Hlawaczek wurde aufgrund seiner Verdienste als Mediziner und Förderer des Badetourismus zum Ehrenbürger seiner Heimatstadt Karlsbad ernannt.

## Nachlass
Sein wissenschaftlicher Nachlass befindet sich im Literaturarchiv der Österreichischen Nationalbibliothek.